# 根尾昂
根尾 昂（ねお あきら、2000年4月19日 - ）は、岐阜県吉城郡河合村（現：飛騨市）出身のプロ野球選手（投手）。右投左打。中日ドラゴンズ所属。

## 経歴

### プロ入り前
飛騨市立河合小学校2年時に「古川西クラブ」に入団し野球を始める。主に投手と三塁手を務め、ドラゴンズジュニアにも選抜された。飛騨市立古川中学校時代は「飛騨高山ボーイズ」に所属。投手と遊撃手を務め、中学3年時には最速146km/hを記録したことから「スーパー中学生」として注目される存在だった。
大阪桐蔭高等学校進学後は1年夏からベンチ入り。2年春からは主力となり、投手、遊撃手に加えチーム状況によっては外野手もこなしながら、2年春から3年夏まで4季連続で甲子園大会出場を果たし、そのうち2年春、3年春、3年夏で全国優勝。同じく下級生から主力として活躍していた同学年の藤原恭大・柿木蓮・横川凱らとともに「大阪桐蔭最強世代」の一角として史上3校目の春連覇、2012年に次ぐ2度目の春夏連覇に貢献した。
2018年10月25日に行われたドラフト会議では中日、北海道日本ハムファイターズ、読売ジャイアンツ、東京ヤクルトスワローズの4球団から1位指名を受け、抽選の結果中日が交渉権を獲得。11月4日に、最高条件となる契約金1億円・出来高5000万円・年俸1500万円で仮契約を結び（金額は推定）、同日の記者会見では「ポジションはショート一本でいかせて下さいとお伝えしました」と遊撃手に専念することを宣言した。背番号は7。藤原、柿木、横川もドラフト指名され、同一高校から同時に4人がドラフト指名されたのは、2001年の日大三高以来17年ぶり5校目となった。

### 中日時代

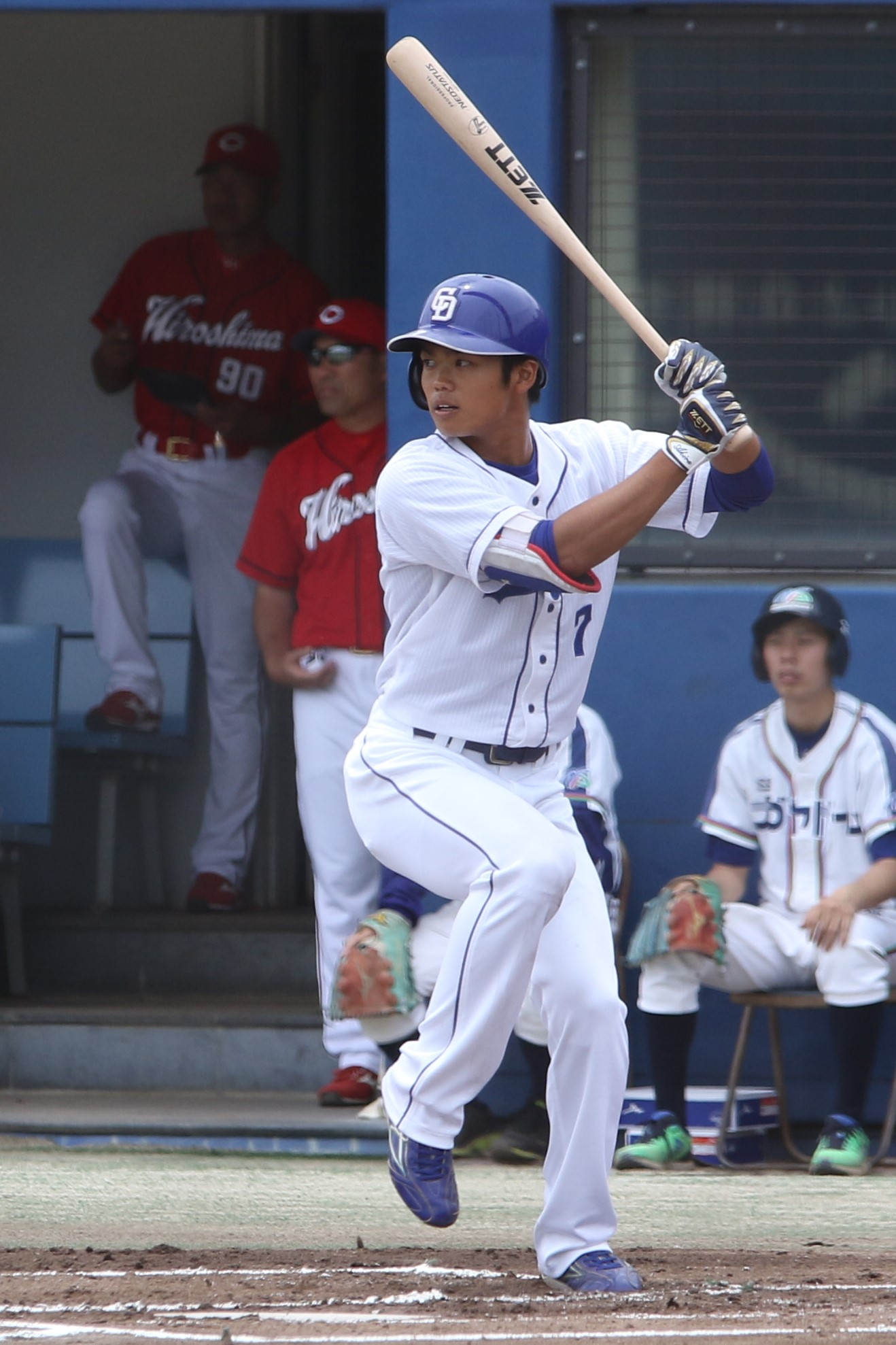
野手時代
2019年6月23日、ナゴヤ球場にて

2019年は、1月に右腓腹筋の肉離れを起こし、春季キャンプは二軍スタートとなった。また、4月16日のウエスタン・リーグの阪神タイガース戦では、守備中に左手人差し指を負傷したが、5月7日のウエスタン・リーグの阪神戦でスタメン復帰した。6月26日には、フレッシュオールスターゲームに選出されたことが発表された。8月18日には右肘付近の張りで再び離脱したが、同21日のプロアマ交流戦で実戦復帰。9月29日の対阪神戦（阪神甲子園球場）では、7回表から遊撃の守備に就き、一軍初出場を果たした。二軍では打率.210、86安打、2本塁打の成績であった。オフにはみやざきフェニックス・リーグに参加し、秋季キャンプでは外野守備の練習にも取り組んだ。10月21日にアジア・ウィンター・リーグに参加することが発表された。ウィンターリーグでは、打撃フォームの改造に取り組んだ。契約更改では、200万円減の推定年俸1300万円でサインした。
2020年は、1月に平田良介と共に、ロサンゼルスで合同自主トレーニングを行った。春季キャンプは一軍スタートとなったが、開幕一軍は逃した。8月4日の横浜DeNAベイスターズ戦（横浜スタジアム）で、「1番・右翼手」としてプロ初の先発出場を果たしたが、3打数無安打に終わった。同11日の広島東洋カープ戦（MAZDA Zoom-Zoom スタジアム広島）において、プロ17打席目にして初安打を記録した。最終的に、9試合出場、打率.087（23打数2安打）に終わり、遊撃手としての出場もなかった。オフには、200万円減の推定年俸1100万円で契約を更改し、遊撃手にこだわりを見せた。
2021年は、プロ入り後初めて開幕を一軍で迎え、開幕戦に「8番・左翼手」として先発出場した。3月31日の読売ジャイアンツ戦（バンテリンドーム ナゴヤ）では、2回裏に高木京介からプロ初打点を記録し、初めてお立ち台に立った。同年5月4日の対DeNA8回戦（バンテリンドーム）で、3回、大貫晋一からプロ初本塁打となる満塁本塁打を放った。しかし、6月は月間打率が1割を切る不振で二軍落ちし、後半戦はほとんどの期間を二軍で過ごした。最終的には一軍での出場機会が大幅に増えたが、シーズンを通して活躍はできなかった。11月13日に200万円増となる推定年俸1300万円で契約を更改した。
2022年は、3月8日のNPB公示で外野手へ登録変更が発表された。4月2日の広島戦（バンテリンドーム）は延長戦にもつれ、中日は投手を使い切り、根尾はブルペンで投球練習を行ったが、結局登板は無かった。開幕から外野陣が揃って打撃好調で出場機会に恵まれず、4月21日に立浪監督からショートへの再コンバートを告げられた。その後は二軍でショートとして起用され続けたが5月8日、ウエスタン・リーグ対阪神戦（甲子園球場）10-4で迎えた9回裏に森博人に次ぐ5番目の投手として遊撃から登板、1人を三ゴロに打ち取った後3連打を打たれ1点を失うが、続く江越大賀から三振を奪い二死となったところで石森大誠と交代、再び遊撃に戻りそのまま試合終了となった。5月21日の広島戦（MAZDA Zoom-Zoom スタジアム広島）では、1-10と9点リードされて迎えた8回裏、谷元圭介に次ぐ6番目の投手として一軍初登板を果たした。先頭打者の坂倉将吾にヒットを打たれたものの、球速は150km/hを記録しその後は三者凡退で無失点に抑えた。なお、2人目の打者であった小園海斗は根尾と同学年であり、2018年のドラフトにおいて「高校ビッグ3」と呼ばれた根尾と小園の対決が実現した。その後、セ・パ交流戦終了後の6月13日、立浪和義監督との話し合いの結果、この年は投手と野手の二刀流としてプレーし、次年度以降は投手に専念することが明らかとなった。6月19日の読売ジャイアンツ戦（バンテリンドーム ナゴヤ）で本拠地初登板し、巨人の4番・岡本和真を空振り三振に打ち取った。6月21日付で投手へ登録変更がNPBより公示された。また、投手登録後の7月4日には23歳以下の侍ジャパンに投手として選出されたことが発表された。シーズン最終戦となる10月2日の広島戦（MAZDA Zoom-Zoom スタジアム広島）ではプロ初先発し、3回を無失点に抑えた。最終的に25試合に登板して1ホールド、防御率3.41に終わった。11月22日に550万円増の推定年俸1850万円で契約を更改した。
2023年は、シーズン終盤の9月18日に初登板し、6回2/3を投げて自責点を0としながらも味方の失策が重なり4失点で降板した。その後、一時は6点あったリードを救援陣が踏ん張れず初勝利とはならなかった。9月30日の2度目の登板では6回1失点と好投を見せたが、打線の援護がなく1点ビハインドのまま降板し、またも初勝利を逃した。オフに250万円減の推定年俸1600万円で契約を更改した。
2024年は、春季キャンプの実戦で7イニング1失点の好投を見せたが、オープン戦では3試合で14イニング8失点（自責6）と結果を残せず、開幕ローテンション入りを逃し二軍スタートとなった。5月5日にリリーフ登板を目的として一軍に昇格。5月10日の広島戦で8回に一死二・三塁の場面で初登板し、1つの押し出しを含む2四球を与えたものの2/3イニングを無失点で抑えた。続く5月16日の阪神戦では6回から登板し9回まで4イニングを投げ切ったが、6回に原口文仁に3点本塁打を打たれ、2安打3失点という内容だった。5月23日に登録を抹消された。その後、8月4日に再昇格し、同日の広島戦で同年初の先発登板を果たしたが、初回に先頭打者への四球や自身の失策も絡み5失点、2回裏にも秋山翔吾に本塁打を打たれるなど安定せず、3回54球8安打6失点（自責5）という内容で降板した。打席では2回表に九里亜蓮から適時二塁打を放ち同年初打点を記録したものの、チームは敗れ、根尾にプロ初の黒星が記録された。翌日の8月5日に再び登録を抹消された。その後の一軍昇格はなく、3試合の登板で0勝1敗、防御率9.39という成績でシーズンを終えた。11月21日の契約更改では前年度から350万円減の推定年俸1250万円でサインした。また、12月16日に背番号が30に変わることが発表された。

## 選手としての特徴
高校時代は遊撃手だけでなく外野手、投手としても最速150km/hを記録する二刀流選手として活躍、春のセンバツ大会では史上初の2年連続優勝投手となった。高校通算32本塁打の長打力や50m走6秒0・三塁到達11.07秒を記録する俊足、遠投115mの強肩を持ち合わせる。巧みなバットコントロールで広角に打ち分ける積極的な打撃と打席での対応力が持ち味。
プロ入り後は遊撃手または外野手として起用されていたが、4年目の2022年シーズン中に投手への転向が決まった。同年はリリーフとして自己最速154km/hを計測。2025年5月6日には、自己最速を更新する155km/hを計測した。投球フォームはオーバースロー。変化球はスライダー・フォークを投じるほか、2022年の春季キャンプでブルペン入りした際にはカットボール・ツーシームも投じている。

## 人物
- 両親は共に自治医科大学卒で、飛騨市で地域医療に携わる医師。3人きょうだいの末っ子[73]。根尾本人も成績優秀であり、高校では体育・芸術コースに所属するが、野球部員ではただ一人成績が最上位のクラスに属するなど、文武両道ぶりも話題となった[74]。
- 根尾の中学時代の成績がオール5であったことから、当時から東京大学野球部のスカウトが記録しており、大阪桐蔭に進学した際にもスカウトが、将来は東京大学に進学してもらおうと、同校野球部監督の西谷浩一に「体育・芸術コースでなく、進学コースに入れてみてはいかがでしょう」と勧めたことがある。しかし同校の進学コースのカリキュラムは厳しく、野球の練習時間が取れなくなることと、根尾自身が「野球一本で行きたい」と希望していたため、実現しなかった。同スカウトによれば「彼が本気で勉強すれば、おそらく東大に合格していた」という[75]。
- 小学5年生時に全国小学生陸上競技交流大会の男子100m走に出場し5位になっている[76][77]。
- 2歳でスキーを始め、中学2年時にはスキー男子回転で全国優勝し、イタリアで開かれた国際大会にも出場したが、その年限りで野球に専念することとなった[3]。根尾自身は「スキーは、物心つく前から親に命綱の紐を付けてもらって滑っており、大好きだった[78]。中学生のとき、滑走中に人とぶつかってケガをしたことで恐怖心が芽生え、野球を優先するため、それ以降スキーはやっていない[79]。」と述懐している。
- 飛騨市出身、そしてスキー競技経験者ながら寒さが苦手[80]。
- 2021年元日に東海3県で放送された、飛騨市を舞台とする東海テレビの新春エリアドラマ『いってきます！～岐阜・飛騨 古川やんちゃ物語～』[81]で、初のナレーターを務めた[82]。
- 愛称は「ねっち」。2021年にチームメイトの木下拓哉につけられた[83]。

## 詳細情報

### 年度別打撃成績
| 年 度     | 球 団     | 試 合 | 打 席 | 打 数 | 得 点 | 安 打 | 二 塁 打 | 三 塁 打 | 本 塁 打 | 塁 打 | 打 点 | 盗 塁 | 盗 塁 死 | 犠 打 | 犠 飛 | 四 球 | 敬 遠 | 死 球 | 三 振 | 併 殺 打 | 打 率 | 出 塁 率 | 長 打 率 | O P S |
| --------- | --------- | ----- | ----- | ----- | ----- | ----- | -------- | -------- | -------- | ----- | ----- | ----- | -------- | ----- | ----- | ----- | ----- | ----- | ----- | -------- | ----- | -------- | -------- | ----- |
| 2019      | 中日      | 2     | 2     | 2     | 0     | 0     | 0        | 0        | 0        | 0     | 0     | 0     | 0        | 0     | 0     | 0     | 0     | 0     | 2     | 0        | .000  | .000     | .000     | .000  |
| 2020      | 中日      | 9     | 25    | 23    | 3     | 2     | 0        | 0        | 0        | 2     | 0     | 0     | 0        | 0     | 0     | 2     | 0     | 0     | 7     | 0        | .087  | .160     | .087     | .247  |
| 2021      | 中日      | 72    | 188   | 169   | 12    | 30    | 4        | 1        | 1        | 39    | 16    | 0     | 3        | 1     | 1     | 15    | 0     | 2     | 53    | 2        | .178  | .251     | .231     | .482  |
| 2022      | 中日      | 49    | 46    | 40    | 2     | 8     | 2        | 0        | 0        | 10    | 4     | 0     | 0        | 1     | 0     | 5     | 0     | 0     | 9     | 1        | .200  | .289     | .250     | .539  |
| 2023      | 中日      | 2     | 5     | 5     | 0     | 1     | 0        | 0        | 0        | 1     | 0     | 0     | 0        | 0     | 0     | 0     | 0     | 0     | 2     | 0        | .200  | .200     | .200     | .400  |
| 2024      | 中日      | 3     | 2     | 2     | 0     | 1     | 1        | 0        | 0        | 2     | 1     | 0     | 0        | 0     | 0     | 0     | 0     | 0     | 1     | 0        | .500  | .500     | 1.000    | 1.500 |
| 通算：6年 | 通算：6年 | 137   | 268   | 241   | 17    | 42    | 7        | 1        | 1        | 54    | 21    | 0     | 3        | 2     | 1     | 22    | 0     | 2     | 74    | 3        | .174  | .248     | .224     | .472  |

- 2024年度シーズン終了時

### 年度別投手成績
| 年 度     | 球 団     | 登 板 | 先 発 | 完 投 | 完 封 | 無 四 球 | 勝 利 | 敗 戦 | セ 丨 ブ | ホ 丨 ル ド | 勝 率 | 打 者 | 投 球 回 | 被 安 打 | 被 本 塁 打 | 与 四 球 | 敬 遠 | 与 死 球 | 奪 三 振 | 暴 投 | ボ 丨 ク | 失 点 | 自 責 点 | 防 御 率 | W H I P |
| --------- | --------- | ----- | ----- | ----- | ----- | -------- | ----- | ----- | -------- | ----------- | ----- | ----- | -------- | -------- | ----------- | -------- | ----- | -------- | -------- | ----- | -------- | ----- | -------- | -------- | ------- |
| 2022      | 中日      | 25    | 1     | 0     | 0     | 0        | 0     | 0     | 0        | 1           | ----  | 124   | 29.0     | 23       | 2           | 12       | 1     | 3        | 22       | 1     | 0        | 12    | 11       | 3.41     | 1.21    |
| 2023      | 中日      | 2     | 2     | 0     | 0     | 0        | 0     | 0     | 0        | 0           | ----  | 51    | 12.2     | 9        | 0           | 8        | 0     | 0        | 4        | 0     | 0        | 5     | 1        | 0.71     | 1.34    |
| 2024      | 中日      | 3     | 1     | 0     | 0     | 0        | 0     | 1     | 0        | 0           | .000  | 39    | 7.2      | 10       | 2           | 7        | 0     | 0        | 7        | 1     | 0        | 9     | 8        | 9.39     | 2.22    |
| 通算：3年 | 通算：3年 | 30    | 4     | 0     | 0     | 0        | 0     | 1     | 0        | 1           | .000  | 214   | 49.1     | 42       | 4           | 27       | 1     | 3        | 33       | 2     | 0        | 26    | 20       | 3.65     | 1.40    |

- 2024年度シーズン終了時

### 年度別守備成績
野手守備
| 年 度 | 球 団 | 二塁  | 二塁  | 二塁  | 二塁  | 二塁  | 二塁     | 遊撃  | 遊撃  | 遊撃  | 遊撃  | 遊撃  | 遊撃     | 外野  | 外野  | 外野  | 外野  | 外野  | 外野     |
| 年 度 | 球 団 | 試 合 | 刺 殺 | 補 殺 | 失 策 | 併 殺 | 守 備 率 | 試 合 | 刺 殺 | 補 殺 | 失 策 | 併 殺 | 守 備 率 | 試 合 | 刺 殺 | 補 殺 | 失 策 | 併 殺 | 守 備 率 |
| ----- | ----- | ----- | ----- | ----- | ----- | ----- | -------- | ----- | ----- | ----- | ----- | ----- | -------- | ----- | ----- | ----- | ----- | ----- | -------- |
| 2019  | 中日  | -     | -     | -     | -     | -     | -        | 2     | 2     | 3     | 0     | 1     | 1.000    | -     | -     | -     | -     | -     | -        |
| 2020  | 中日  | 2     | 0     | 1     | 0     | 0     | 1.000    | -     | -     | -     | -     | -     | -        | 7     | 7     | 2     | 0     | 0     | 1.000    |
| 2021  | 中日  | -     | -     | -     | -     | -     | -        | 5     | 6     | 18    | 1     | 4     | .960     | 61    | 83    | 4     | 2     | 0     | .978     |
| 2022  | 中日  | -     | -     | -     | -     | -     | -        | 2     | 1     | 4     | 0     | 0     | 1.000    | -     | -     | -     | -     | -     | -        |
| 通算  | 通算  | 2     | 0     | 1     | 0     | 0     | 1.000    | 9     | 9     | 25    | 1     | 5     | .971     | 68    | 90    | 6     | 2     | 0     | .980     |

投手守備
| 年 度 | 球 団 | 投手  | 投手  | 投手  | 投手  | 投手  | 投手     |
| 年 度 | 球 団 | 試 合 | 刺 殺 | 補 殺 | 失 策 | 併 殺 | 守 備 率 |
| ----- | ----- | ----- | ----- | ----- | ----- | ----- | -------- |
| 2022  | 中日  | 25    | 0     | 4     | 0     | 0     | 1.000    |
| 2023  | 中日  | 2     | 1     | 2     | 0     | 0     | 1.000    |
| 2024  | 中日  | 3     | 1     | 3     | 1     | 1     | .800     |
| 通算  | 通算  | 30    | 2     | 9     | 1     | 1     | .917     |

- 2024年度シーズン終了時

### 記録
初記録
打撃記録
- 初出場：2019年9月29日、対阪神タイガース24回戦（阪神甲子園球場）、7回裏に京田陽太に代わり遊撃手で出場[19][84]
- 初打席：同上、8回表にピアース・ジョンソンから空振り三振[19][84]
- 初先発出場：2020年8月4日、対横浜DeNAベイスターズ7回戦（横浜スタジアム）、「1番・右翼手」で先発出場[30]
- 初安打：2020年8月11日、対広島東洋カープ11回戦（MAZDA Zoom-Zoom スタジアム広島）、9回表にD.J.ジョンソンから右前安打[85][86]
- 初打点：2021年3月31日、対読売ジャイアンツ2回戦（バンテリンドーム ナゴヤ）、2回裏に高木京介から中前適時打[34][87]
- 初本塁打：2021年5月4日、対横浜DeNAベイスターズ8回戦（バンテリンドーム ナゴヤ）、3回裏に大貫晋一から右中間越満塁[35][88]

投手記録
- 初登板：2022年5月21日、対広島東洋カープ10回戦（MAZDA Zoom-Zoom スタジアム広島）、8回裏に6番手で救援登板・完了、1回無失点[89][90]
- 初奪三振：2022年6月19日、対読売ジャイアンツ12回戦（バンテリンドーム ナゴヤ）、9回表に岡本和真から空振り三振[91][92]
- 初ホールド：2022年7月1日、対阪神タイガース12回戦（バンテリンドーム ナゴヤ）、5回表二死から5番手で救援登板、1/3回無失点[93][94]
- 初先発登板：2022年10月2日、対広島東洋カープ25回戦（MAZDA Zoom-Zoom スタジアム広島）、3回無失点で勝敗つかず[95]

その他の記録
- プロ初本塁打が満塁本塁打：前述の初本塁打時 ※史上87人目、セ・リーグ史上32人目、球団史上3人目、球団日本人史上2人目[96][97]

### 背番号
- 7（2019年[11] - 2024年[98]）
- 30（2025年[61] - ）

### 代表歴
- 第12回 BFA U-18アジア選手権大会 日本代表